# Eucalyptus camaldulensis
El eucalipto rojo (Eucalyptus camaldulensis) es un árbol del género Eucalyptus. Es una especie plantada en muchas partes del mundo. Es nativa de Australia donde está ampliamente expandida, en especial cerca de cursos de agua.  
Es un árbol familiar e icono de Australia. Produce buena sombra para las extremas temperaturas en Australia central, y estabiliza bancos de río, reteniendo el suelo.

## Descripción
Crece hasta 20 m, llega a veces a 60 m de altura; su ritidoma (corteza) gruesa (3 cm) esponjosa, mezclando los  rojizos, grises, verdosos y blancuzcos. 
El eucalipto rojo tiene el ominoso nombre de "Hacedor de viudas", por su capacidad de desrame sin previo aviso, desprendiéndose por ej. de inmensas ramas en un instante (frecuentemente de la mitad de diámetro del tronco).  Este desrame ayuda a ahorrar agua y/o es el resultado de su madera quebradiza.

## Ecología
Las "jangadas" formadas cuando el eucalipto rojo cae a ríos como el Murray, es una importante parte del ecosistema fluvial, y hábitat vital y sitio de crianza de los peces nativos como Maccullochella peelii peelii. Desafortunadamente muchas jangadas se remueven de los ríos debido al entorpecimiento de la vía fluvial.

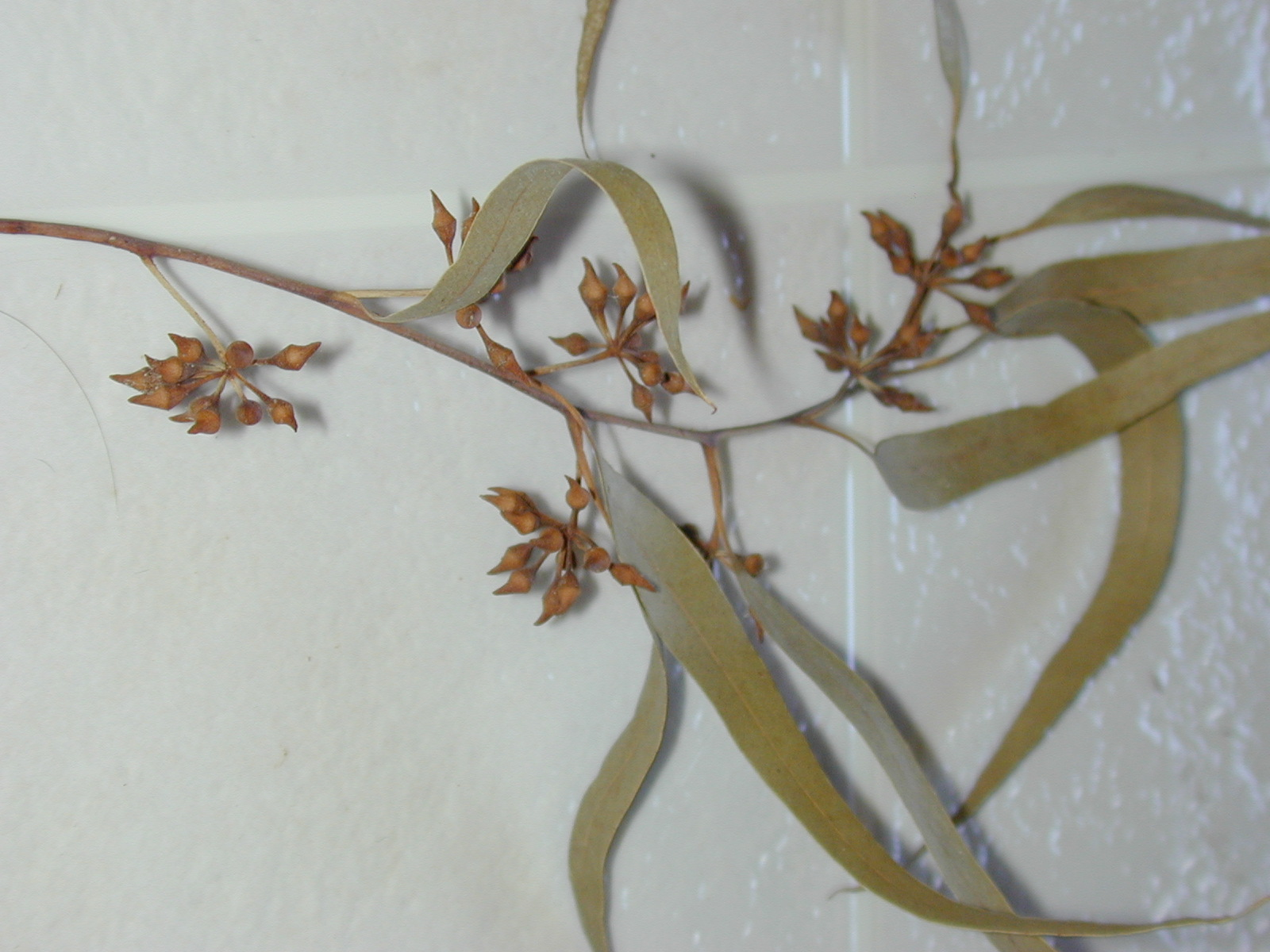
Frutos y hojas del eucalipto rojo.

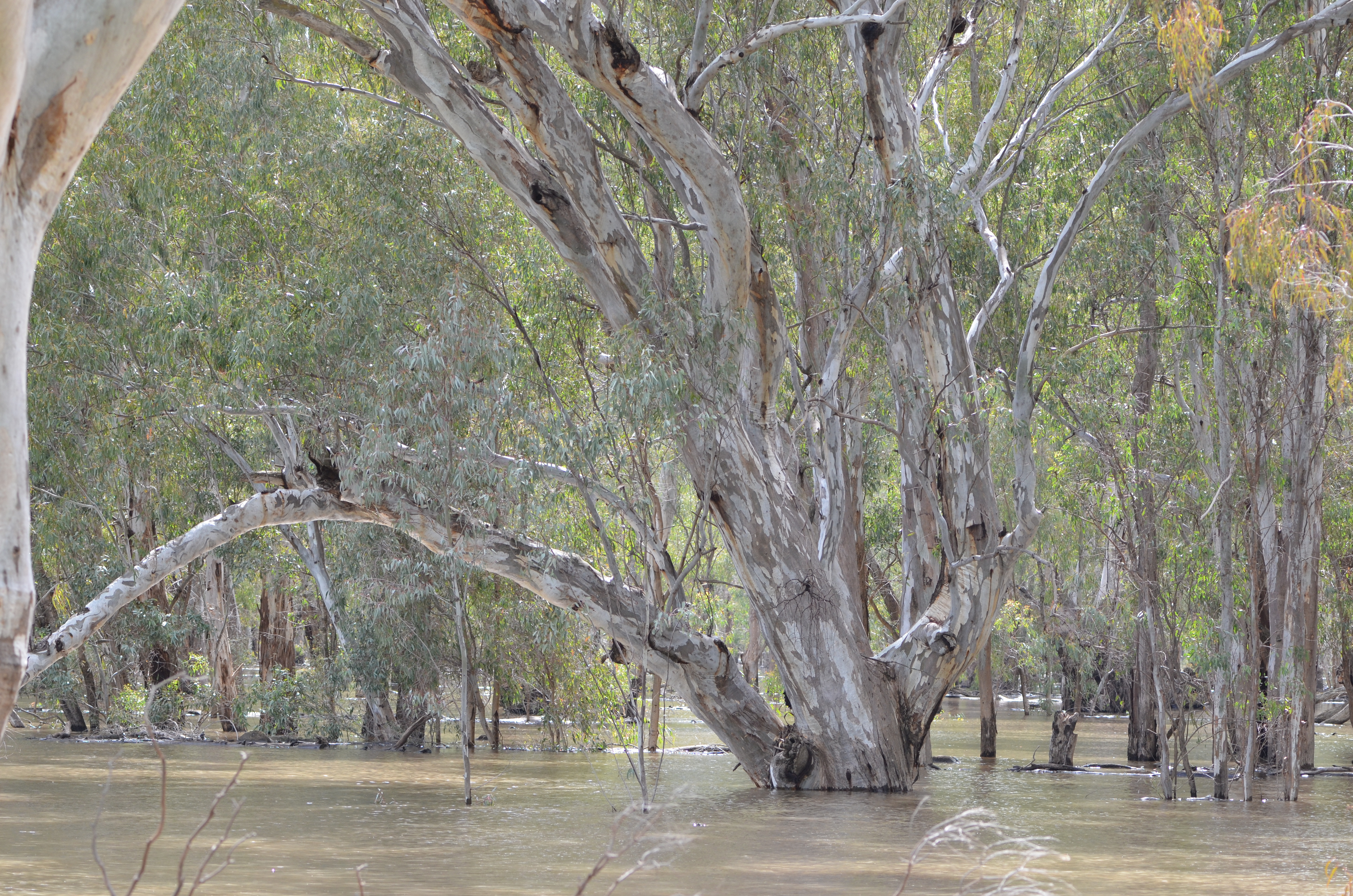
Eucalyptus camaldulensis o eucalipto rojo.

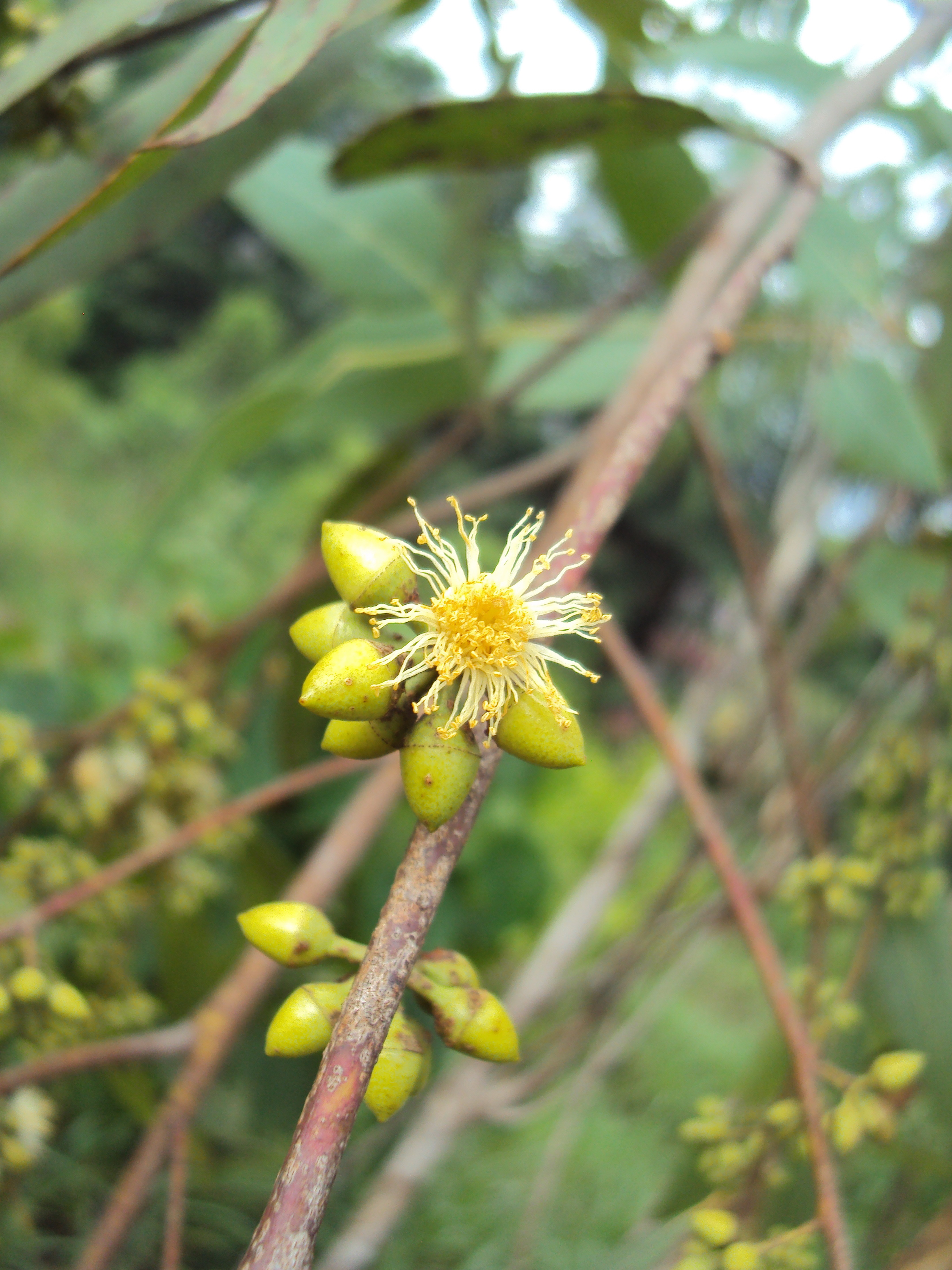
Flores

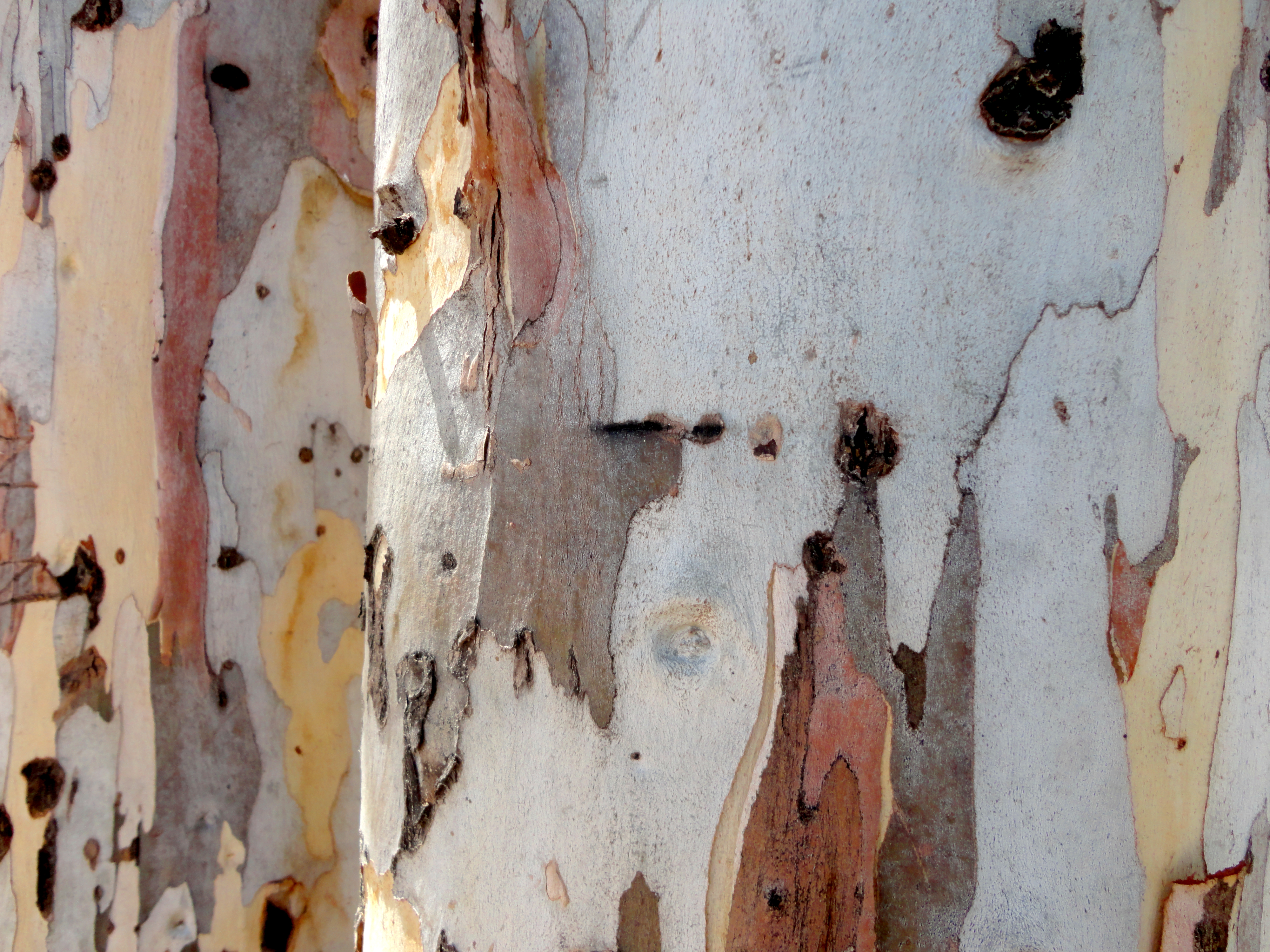
Corteza

## Cultivo
E. camaldulensis germina rápidamente tanto de semillas frescas como de almacenadas en condiciones de frío seco.  Y también pronto adquiere resistencia a la sequía.  Es un excelente bonsái, y rebrota bien de la base y del ápice epicórmico.

## Eucalipto rojo en España
Eucalyptus camaldulensis es la segunda especie de eucalipto más abundante en España (solo superado por el Eucalipto blanco). Actualmente existen 175.000 hectáreas de plantaciones de esta especie repartidas por el país. 
Fueron introducidos en España en el siglo XIX pero no se extendió su cultivo masivo hasta mediados del siglo XX para favorecer la industria de las zonas rurales del interior. A diferencia del eucalipto blanco, que fue plantado en regiones del norte donde predomina el clima oceánico, el eucalipto rojo se distribuyó por regiones más áridas con un clima mediterráneo. 
Las provincias por las que se distribuye principalmente esta especie son: Cáceres, Badajoz, Huelva y Sevilla, también existen arboretos importantes en Toledo, Ciudad Real, Córdoba, Cádiz y Málaga.

### Controversia
El eucalipto puede ser considerado como la especie de árbol más controvertida de España, cuyos partidarios y detractores no siempre tienen en cuenta los datos científicos. Se ha dicho que los efectos negativos fueron más una consecuencia de las plantaciones masivas que se hicieron desde el último tercio del siglo XX, como con cualquier monocultivo pero agravados en este caso por las características peculiares de esta especie.

La introducción masiva de esta especie (y hoy en día hay una práctica unanimidad al respecto) fue una de las iniciativas forestales más lamentables de nuestra historia.
Junta de Andalucía.

Entre los aspectos positivos, cabe destacar la industrialización y la reforestación del medio rural. Propietarios, rematantes, maderistas y fábricas de pasta y papel de Andalucía, Galicia, Asturias, Cantabria y Euskadi, así como en Portugal, son claves en el tejido industrial y también en la dinamización del medio rural y el sector forestal. 
Entre los factores negativos están principalmente las consecuencias ecológicas. Las plantaciones siguen siendo un problema para la conservación de la fauna y la flora, para la conservación del recurso suelo, para la gestión de los recursos hídricos, para los espacios protegidos y para la correcta ordenación del territorio.
También se le atribuye la capacidad de reducir la biodiversidad asociada al sotobosque, y facilita la propagación de incendios forestales al ser una especie pirófita, que no solo no muere con el fuego, sino que aprovecha los incendios para la colonización del espacio.
Un bosque de eucaliptos puede crear problemas de incendios incontrolables debido a la gran altura que alcanzan estos árboles en un corto período de tiempo y la fácil combustión de su madera.

## Usos
Este eucalipto rojo es renombrado por su brillante madera rojiza, oscilando entre rosa suave a rojo negruzco, dependiendo de la edad. Es muy quebradizo y generalmente de grano cruzado, haciendo el trabajo manual difícil. Tradicionalmente se usó para aplicaciones de resistencia como vigas, postes. Más recientemente para mueblería fina por su espectacular color rojizo profundo y típicas figuras en la albura. Necesita cuidadosa selección para hacerla más fuerte a los cambios de humedad. Es densa (900 kg/m³), muy dura, admite buen brillo. Por supuesto que todo mejora aún con madera estacionada y de edad.
Popular leña. La madera produce excelente carbón y es exitosamente usada en Brasil para la siderurgia de hierro y de acero. 
Además, el árbol se usa para polinización con abejas en Brasil y en Argentina.
Es uno de los eucaliptos más plantados mundialmente (ca. 5.000 km² plantados) (NAS, 1980a: Argentina, EE. UU., Brasil, Egipto, Kenia, Marruecos, Nigeria, Pakistán, Senegal, Sierra Leona, España, Paraguay, Perú, Sri Lanka, Sudán, Tanzania, Alto Volta, Uruguay, Zimbabue.
En Serradilla (Cáceres) donde abundan estos ejemplares, (en el Jardín y paseo del Cementerio) desde hace 80 años, se usaban las hojas, para curar catarros.[cita requerida]
Tinto (1979), “Utilización de los Recursos Forestales Argentinos” se detallan los usos a que puede destinarse la madera de Eucaliptus camaldulensis. Entre los más destacados se menciona pastas celulósicas, tableros de fibra, paneles aglomerados, postes impregnados, partes de equipos y máquinas, escaleras fijas en interiores, carpintería rural, construcciones rurales, marcos para aberturas, marcos para puertas exteriores y ventanas, parquet, pisos, chapas, esqueletos de techos, pisos a la intemperie, leña y carbón de calidad por su alto calor específico.

## Taxonomía
Eucalyptus camaldulensis fue descrita por Frederick Dehnhardt y publicado en Catalogus Plantarum Horti Camalduensis (ed. 2) 20, en 1832.
Etimología
Eucalyptus: nombre genérico que proviene del griego antiguo: eû = "bien, justamente" y kalyptós = "cubierto, que recubre". En Eucalyptus L'Hér., los pétalos, soldados entre sí y a veces también con los sépalos, forman parte del opérculo, perfectamente ajustado al hipanto, que se desprende a la hora de la floración.
camaldulensis: epíteto geográfico que fue nombrado así por el monasterio Camaldoli cerca de Nápoles, de donde era el primer espécimen descrito.
Variedades y sinonimia
subsp. camaldulensis.
- Eucalyptus rostrata Schltdl., Linnaea 20: 655 (1847), nom. illeg.
- Eucalyptus acuminata Hook. in T.L.Mitch., J. Exped. Trop. Australia: 390 (1848)
- Eucalyptus longirostris F.Muell. ex Miq., Ned. Kruidk. Arch. 4: 125 (1856)
- Eucalyptus longirostris f. brevirostris F.Muell. ex Miq., Ned. Kruidk. Arch. 4: 125 (1856)
- Eucalyptus rostrata var. borealis R.T.Baker & H.G.Sm., Res. Eucalypts: 75 (1902)
- Eucalyptus rostrata var. brevirostris (F.Muell. ex Miq.) Maiden, Bull. Herb. Boissier, II, 2: 581 (1902)
- Eucalyptus rostrata var. acuminata (Hook.) Maiden, Crit. Revis. Eucalyptus 4(33): 67 (1917)
- Eucalyptus mcintyrensis Maiden, Crit. Revis. Eucalyptus 6: 166 (1922)
- Eucalyptus tereticornis var. rostrata Ewart, Handb. Forest Trees Victorian: 301 (1925)

subsp. simulata Brooker & Kleinig, Field Guide Eucalypts 3: 371 (1994).